# Muse Hassan Sheikh Sayid Abdulle

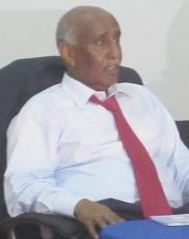
Muse Hassan Abdulle

Muse Hassan Sheikh Abdulle (Somali: Muuse Xasan Sheekh Cabdulle, arabisch موسى حسن الشيخ سعيد عبد الله; geb. ca. 1941), auch: Musa Hassan Abdulle, ist ein somalischer Militär und Politiker. Er war einer der Übergangspräsidenten von Somalia und Interims-Sprecher des Parlaments von Somalia (Bundesparlament (Somalia)). Abdulle ist Somalias Botschafter in Italien.

## Leben
Abdulle gehört zum Clan der Darod und ist der Neffe von Al-Sayyīd Muhammad `Abd Allāh al-Hasan („Mad Mullah“), dem Anführer des ehemaligen Dervish State. Er ist Sunnit und spricht fließend Somali, Arabisch, Italienisch und Englisch.

## Karriere

### Militärische Laufbahn
Nach Abschluss der Highschool (Scuola Media Superiore, 1955–1959) in Mogadischu trat Abdulle ins Militär (Ciidanka Xooga Soomaaliya, arabisch الجيش الصومالي) ein und machte schnell Karriere. Er wurde nach Italien an die Accademia Militare di Modena entsandt, wo er von 1959 bis 1961 ausgebildet wurde. Er gehörte zu den ersten drei somalischen Studenten an der Militärakademie. Danach vervollständigte er sein Training an der Scuola Applicazione D'Arma (Militärisches Forschungsinstitut) in Turin (61–63). Zurück in Somalia erhielt er ein weiteres Training als Bataillonskommandant.

1968 bis 1970 hielt er sich nochmals in Italien auf, an der Scuola di Guerra (War College) in Civitavecchia und 1985 erhielt er ein Stipendium für die National Defense University in Washington, D.C. Er graduierte dort 1986.
Nach der Rückkehr nach Somalia stieg er auf bis zum Rang eines Brigadegenerals. 1989 nahm er seinen Abschied vom Militär.

### Regierungszeit

#### Bundesparlament und Interims-Präsidentschaft
Nach dem Ende des Mandats des Übergangsregierung Somalias (TFG) am 20. August 2012, bei der Gründung der Bundesregierung Somalias wurde Abdulle, als ältester Abgeordneter, übergangsweise zum Sprecher des Bundesparlaments bestimmt. Die Gründungssitzung fand im Flughafen Mogadischu (Aden Adde International Airport) in Mogadischu statt. Zu dieser Sitzung wurde er zusätzlich als Acting President benannt, wodurch er vielen Parlamentsmitgliedern den Amtseid abnahm. Ein Sprecher des Parlaments auf Dauer wurde am 28. August 2012 gewählt. Abdulles erster Nachfolger wurde dadurch der ehemalige Minister für Transport und Minister für Arbeit und Sport Mohamed Osman Jawari.
Am 30. August 2012 kam das Bundesparlament zusammen und setzte ein neues Komitee ein mit der Aufgabe, die Präsidentschaftswahlen in Somali 2012 auszurichten. In der Parlamentssitzung, die von Jawari geleitet wurde, wurden 15 Parlamentarier benannt und Abdulle zum Vorsitzenden der Kommission gemacht. Die Wahl fand bereits am 1. September 2012 statt und Hassan Sheikh Mohamud wurde als Präsident gewählt.

#### Botschafter
Am 20. Juni 2013 wurde Abdulle vom Kabinett als Botschafter nach Italien entsandt.